# Hans Adler (Unternehmen)

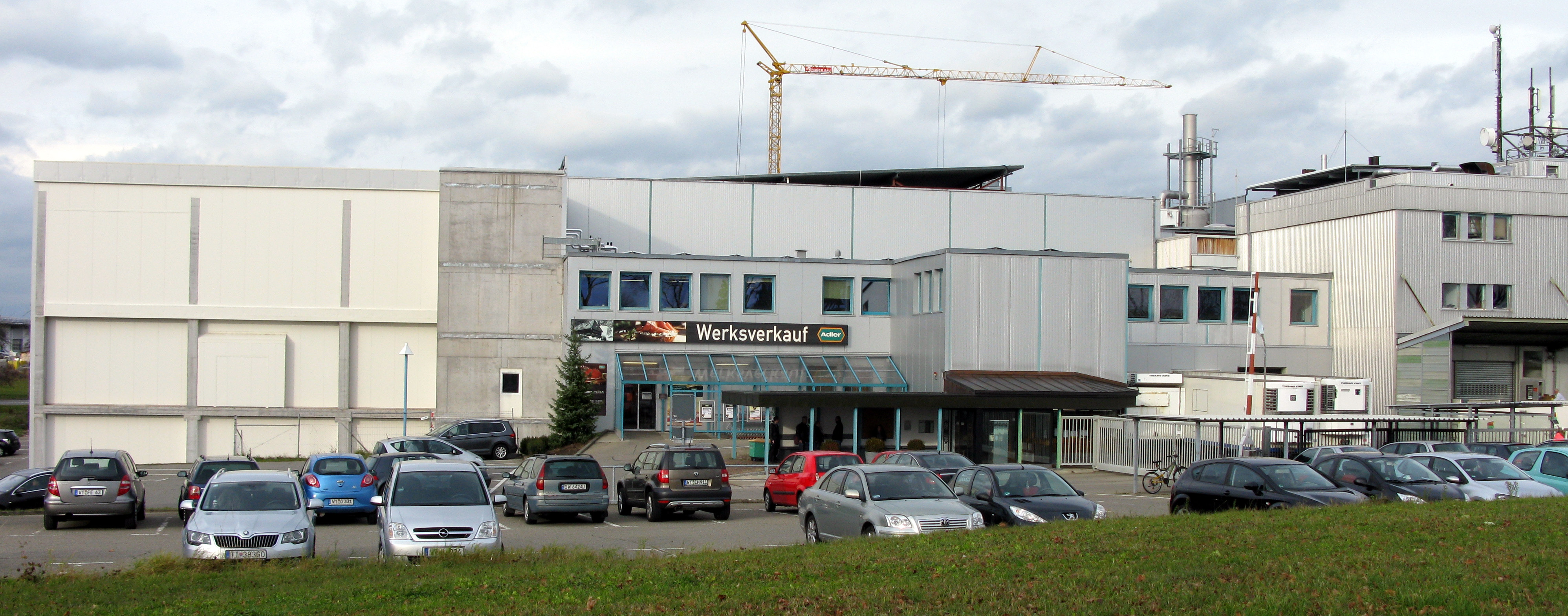
Hans Adler in Bonndorf

Die Adler Schwarzwald GmbH & Co. KG (vormals Hans Adler oHG), (vorvormals Hans Adler, Schwarzwälder Fleischwarenfabrik) ist ein Hersteller von Schinken- und Wurstspezialitäten mit Sitz in Bonndorf im Schwarzwald. Die Wurzeln des Familienunternehmens reichen bis in das Jahr 1920 zurück. Adler gehört zu den Gründungsmitgliedern des Schutzverbandes der Schwarzwälder Schinkenhersteller.
Es gehörte 2011 zu den größten Unternehmen der Fleischbranche in Baden-Württemberg.

## Geschichte
Im Jahr 1920 übernahmen Michael und Margarethe Adler das damalige Gasthaus Hugel und die Metzgerei in der Lindenstraße in Bonndorf. Mit dem Bau der Staumauer beim Schluchsee 1929 stieg auch der Absatz von Wurstwaren, da Adler die Kantine der Arbeiter versorgte. Ab 1935 führte der Sohn Hans Adler mit seiner Ehefrau Liesel die Geschäfte und erweiterte das Wurstsortiment. Es folgte der Beginn der Konservenfabrikation, bekannt wurden die Bonndorfer Würstchen. In den 1950er Jahren wurde mit dem Versand von Schwarzwälder Räucherwaren begonnen.
1959 brachte Hans Adler erstmals Schwarzwälder Schinken auf den Markt. 1963 wurde das Gasthaus Adler geschlossen, auf dem jetzigen Firmengelände wurden das Schlachthaus und die Zerlegerei gebaut. Im Jahr 1964 wurde die Hans Adler OHG Schwarzwälder Fleischwaren gegründet, der Sohn Peter Adler förderte als Mitgesellschafter systematisch die Produktion von Räucherwaren. Hans Adler schied 1974 aus Altersgründen aus, sein Sohn Hansjörg trat als Teilhaber in das Familienunternehmen ein. 2012 verließ Hansjörg Adler die Firma und Peter Adlers Tochter Marie-Luise trat als Teilhaberin in das Familienunternehmen ein.
1975 wurde der Alemannenschinken auf den Markt gebracht, im gleichen Jahr lief die erste Portion Schwarzwälder Schinken geschnitten in der SB-Verpackung vom Band. Im Jahr 1985 übernahm die Hans Adler OHG die Kinzigtäler Fleischwaren GmbH und die Schwarzwaldrauch GmbH und firmierte sie zur Schwarzwaldfleisch GmbH, Achern um. Seit 1994 wurde die Spezialisierung auf Schinkenprodukte durch den Bau eines reinen Schinkenbetriebs in Achern und durch die Gründung der Schinkenhof GmbH & Co. KG weiter vorangetrieben.
Am 26. Mai 2021 kam es zu einem Großbrand im Werk in Bonndorf. Der Brand brach in der Rauchgaswaschanlage aus und zerstörte die Räucherei und die Wursterei. Das Gruninger-Werk in Freiburg, das Ponnath an Taifun-Tofu verkauft hatte, konnte betriebsbereit gepachtet und so die Lieferfähigkeit schnell wieder hergestellt werden. Der Pachtvertrag lief bis Mai 2022. Die Wiederaufbauarbeiten dauern voraussichtlich bis 2023.
Ab Ende der 1990er Jahre verbreiterte Adler kontinuierlich das Sortiment, unter der Marke Schnelle Küche werden verschiedene Wurstsalate vertrieben, auch Landjäger, Schäufele und andere regionale Spezialitäten gehören jetzt zum Angebot. Seit 2010 vertreibt Schwarzwaldfleisch unter dem Markennamen SchwarzwaldArt Adler-Spezialitäten und Präsente. Das Unternehmen produziert für die Lidl-Marke Dulano.

## Zertifizierungen und Auszeichnungen
- International Food Standard

Das Stammwerk in Bonndorf und das Zweigwerk in Achern erfüllen die Vorgaben „Higher Level“ der IFS-Zertifizierungsnorm (International Food Standard). Mit Grade B hat das Zweigwerg in Achern (Schinkenhof GmbH und Co. KG) die Zertifizierung nach BRC (Britisch Retail Consortium).
- QS-Zeichen - Zertifikat für „Qualität und Sicherheit“

Adler ist für die Einhaltung der QS-Kriterien für Fleisch und Fleischererzeugnisse in der Stufe „Schlachtung und Zerlegung“ zertifiziert.
- Herkunftsschutz „Schwarzwälder Schinken g.g.A.“

Die Europäische Union hat den „Schwarzwälder Schinken“ 1997 als g.g.A. (geschützte geographische Angabe) zum Schutz und zur Aufwertung von besonderen Agrarerzeugnissen und Lebensmitteln mit Herkunftsbezeichnung eingetragen.
- Verband Lebensmittel ohne Gentechnik

Ein Teil der von Adler hergestellten Produkte sind nach dem VLOG-Standard zugelassen.